# Murrisk
Murrisk (Muraisc in gaelico irlandese) è un piccolo villaggio del Mayo, situato sulla costa meridionale della baia di Clew a poco più di sei chilometri dalla cittadina di Westport.
Nonostante le sue esigue dimensioni e la scarsa popolazione, il villaggio ha una certa importanza per ben tre motivi culturali. Da Murrisk parte infatti l'annuale scalata di Croagh Patrick nel Reek Sunday, ovvero l'ultima domenica di luglio: il sentiero che arriva in vetta alla montagna è adiacente al centro abitato e la montagna lo domina con la sua mole imponente.

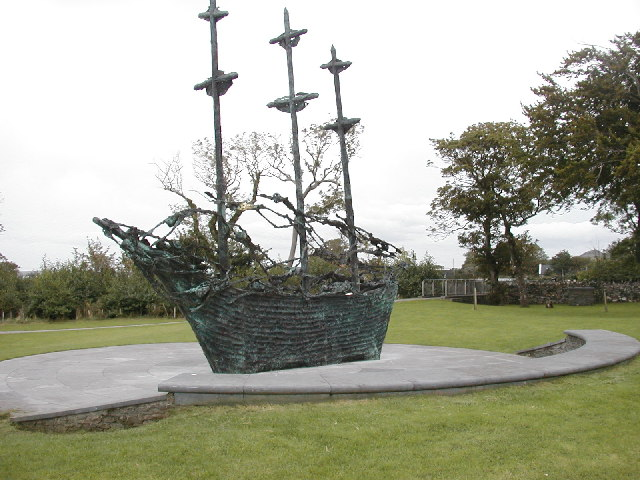
National Famine Memorial

A Murrisk inoltre è situato il National Famine Memorial, monumento dell'artista John Behan ispirato e dedicato alla Grande carestia irlandese, che richiama una coffin ship con della gente moribonda a bordo. Il monumento fu esposto la prima volta in pubblico nel luglio 1997 dall'allora Presidente della Repubblica Mary Robinson.

Di discreto interesse, infine, le rovine dell'Abbazia di Murrisk, un antico edificio di culto agostiniano fondato nel 1457 dalla famiglia O'Malley sulla parte costiera appena fuori dal villaggio, che riuscì a sopravvivere nonostante fosse stato soppresso dalla Riforma Protestante.